# Purenleon nubipennis
Purenleon nubipennis is een insect uit de familie van de mierenleeuwen (Myrmeleontidae), die tot de orde netvleugeligen (Neuroptera) behoort. 
Purenleon nubipennis is voor het eerst wetenschappelijk beschreven door Navás in 1917.